# Абинский электрометаллургический завод
ООО «Абинский электрометаллургический завод» (АЭМЗ) — предприятие чёрной металлургии, производитель металлургической продукции в России, расположенный в городе Абинск Краснодарского края. Завод входит в состав металлургического холдинга «Новосталь-М».

## История
В 2007 году в Абинске был заложен первый камень будущего завода. В июле 2010 года был запущен сортопрокатный цех.
В 2011 году стартовало строительство второй очереди — электросталеплавильного производства, способного выпускать 1,3 млн тонн металла в год. Проект успешно завершили в 2013 году. Одновременно, в комплексе с электросталеплавильным цехом, заработал известковый цех.. 
В 2015 году производственный комплекс приобрёл большую автономность за счёт запуска собственного кислородного производства.
В ноябре 2015 года в ЭСПЦ была произведена первая миллионная тонна стали.
В 2015 году был запущен второй прокатный стан мощностью 600 тысяч тонн в год.
В том же году, при участии главы администрации Краснодарского края В.И. Кондратьева состоялась торжественная церемония закладки первого камня четвёртой очереди завода — метизного цеха. Цех введён в эксплуатацию 20 марта 2019 года.
В 2016 году был создан учебный центр, получивший государственную лицензию на образовательную деятельность по подготовке рабочих профессий.
В июне 2017 года был завершен первый этап проекта по организации метизного цеха №1 с годовой мощностью производства 65 тысяч тонн проволоки. 
В октябре 2017 года стало известно о завершении модернизации электросталеплавильного цеха. В этом же году в электросталеплавильном цеху была освоена стопорная разливка на МНЛЗ, что позволило производить высококачественные марки стали.
В 2019 году запущен второй метизный цех. В него входят технологические линии по волочению проволоки с возможностью производства 150 тысяч тонн продукции в год.
В мае 2020 года в электросталеплавильном цехе было произведено 142 384 тонны непрерывнолитых заготовок.
В 2021 году был введён в эксплуатацию СПЦ-500 мощность 500 тысяч тонн в год, что увеличило производство продукции от 1 600 000 тонн.
В этом же году электросталеплавильным цехом был установлен производственный рекорд. Выпуск годной продукции за этот год составил 1 608 473 тонны годной стали.
В сентябре 2021 года стало известно, что новым генеральным директором Абинского электрометаллургического завода стал Владимир Федотов.
В марте 2022 года стало известно о получении Абинским электрометаллургическим заводом сертификата соответствия на сварочные материалы.

## Структура предприятия
Предприятие состоит из пяти производств (сталеплавильного, прокатного, метизного, кислородного, известкового), связанных единой технологической цепочкой. Также в состав входят цеха инфраструктуры и подразделения управления жизнедеятельностью завода.
Функционирующий на АЭМЗ электросталеплавильный цех способен производить около 1 500 000 тонн стали в год. В настоящее время цех осуществляет выплавку и разливку различных марок сталей.
Сортопрокатный цех выпускает средне- и мелкосортный прокат, а также катанку. Мощности производства позволяют выдавать около 1 900 000 тонн проката ежегодно.
Метизное производство АЭМЗ представлено двумя цехами. Их производительность — 215 000 тонн проволоки в год.
Кислородный завод АЭМЗ способен производить 110 000 тонн жидкого кислорода в год. Помимо этого, предприятие выпускает жидкие аргон (5600 тонн в год) и азот (4500 тонн в год).

## Деятельность
В 2018 году выручка «Абинского электрометаллургического завода» составила 29,39 млрд рублей. Как следствие, предприятие вошло в топ-10 промышленных компаний Краснодарского края (третье место в рейтинге РБК).
В том же году «АЭМЗ» стал победителем в номинации «Экспортёр года в сфере высоких технологий. Крупный бизнес», отправив за рубеж продукции почти на 20 млрд рублей.
В 2019 году «АЭМЗ» приобрёл у Северстали Сортовой завод Балаково, расположенный в Саратовской области и специализирующийся на выпуске арматуры для строительства, а также уголка и швеллера.
В 2020 году выручка предприятия составила 55,98 млрд рублей.